# Чигір Роман Леонідович
Чигір Роман Леонідович (нар. 22 березня 1972, м. Дніпропетровськ) — бізнесмен, співвласник Fozzy Group, музикант.

## Біографія
Народився 22 березня 1972 року в місті Дніпропетровськ - зараз Дніпро.
Жив в одному будинку в Дніпропетровську з майбутнім бізнес-партнером Олегом Сотниковим, потім разом навчалися в школі. З підприємцем Володимиром Костельманом дружить від 7-го класу. Всі троє однокурсників вступили до Дніпропетровського металургійного університету. Закінчив університет у 1994 році.
Розлучений із Ольгою Єфановою, має двох дітей.
Виступав у рок-гурті «Ремонт води».  Роман Чигір написав кілька збірників віршів та грає на бас-гітарі в гурті «БУДУ» («інтелектуальний рок-н-рол»), створеному у 2016 році. Група записала в Лондоні на студії Metropolis Studios три альбоми: Катин Эхолёт", "ЧашКачая" и "Видих Вдих".

### Кар'єра
У середині 1990-х почав займатись із друзями дрібногуртовими постачаннями чаю, шоколадних батончиків та кави. Спочатку він із партнерами цим займався у Дніпропетровську, потім у Києві. У 1997 році організували гуртову компанію. Через рік вирішили відкрити перший гіпермаркет Fozzy для дрібногуртових продажів у місті Вишневому, що під Києвом. Потім придбали ще один магазин у Києві.
У 2001 році заснував з партнерами бренд «Сільпо», а потім і «Фора».
У 2009 році відійшов від активної роботи та вийшов із наглядової ради Fozzy.
У 2011 році експерти журналу «Кореспондент» оцінили капітал співвласника Fozzy в $ 158 млн.
У 2018 році потрапив до «санкційного списку» Російської Федерації.

### Статки
Згідно з журналом НВ володіє статками у $127 млн доларів. У щорічному рейтингу «100 найбагатших українців» Чигир у 2019 році був на 29-му місці. Журнал «Фокус» оцінив статки підприємця у $327 млн доларів. 
У 2020 бізнесмен посів 93 місце у топ-100 найбагатших українців за версією журналу Forbes Україна, який оцінив статки бізнесмена у 100 млн доларів. У 2021 році Чигір перемістився на 98 сходинку того ж рейтингу.
Співвласник банку "Восток".